# Renealmia aurantifera
Renealmia aurantifera är en enhjärtbladig växtart som beskrevs av Paulus Johannes Maria Maas. Renealmia aurantifera ingår i släktet Renealmia och familjen Zingiberaceae. IUCN kategoriserar arten globalt som livskraftig. Inga underarter finns listade i Catalogue of Life.